# Гетеракаліксарени

Гетеракаліксарени

Гетеракаліксарени (рос. гетеракаликсарены, англ. heteracalixarenes) — каліксарени, в яких метиленовий місток між фенольними (чи іншими) кільцями замінено на гетероатом, або групу, що містить гетероатом.
X може бути атомом S, O. Напр., гетеракалікс[4]арен.